# Новогеоргиевка (Северо-Казахстанская область)
Новогеоргиевка (каз. Новогеоргиевка) — село в Кызылжарском районе Северо-Казахстанской области Казахстана. Входит в состав Бугровского сельского округа. Код КАТО — 595041500.
Севернее села находится озеро Севрюгино.

## Население
В 1999 году население села составляло 172 человека (80 мужчин и 92 женщины). По данным переписи 2009 года, в селе проживало 77 человек (36 мужчин и 41 женщина).